# Opunte (Élide)
Opunte (en griego, Ὀποῦς) es el nombre de una antigua ciudad griega de Élide.
La menciona Diodoro Sículo, que relata que los lacedemonios hicieron marchar contra los eleos a 4000 hombres bajo el mando de Pausanias, uno de sus reyes, hacia el año 402 a. C. Opunte fue una de las ciudades que fueron sometidas por este ejército, junto con Lasión, Alio, Eupagio y Tresto.
Muy probablemente Opunte se encontrara entre las ciudades de los acroreos mencionadas colectivamente por Jenofonte cuando, hacia el año 365 a. C., los arcadios realizaron una campaña militar contra Élide y tomaron varias ciudades de esa zona.
Estrabón, al mencionar la ciudad de Opunte de Élide cuando describe la más importante ciudad de Opunte situada en la Lócride, señala que la Opunte de Élide tenía escasa importancia y únicamente comenta que sus habitantes guardaban parentesco con los de Lócrida Opuntia.
Se desconoce su localización exacta aunque se ha sugerido que podría identificarse con unas ruinas situadas en la moderna Gartsiko.